# NK 카를로바츠 1919
NK 카를로바츠 1919(크로아티아어: Nogometni klub Karlovac 1919)는 크로아티아 카를로바츠 카를로바츠에 위치한 축구단이다. 1919년에 창단되었다.

## 역대 감독
| 감독        | 임기        |
| ----------- | ----------- |
| 스레텐 추크 | 2020 ~ 2021 |